# بوابة الدفع

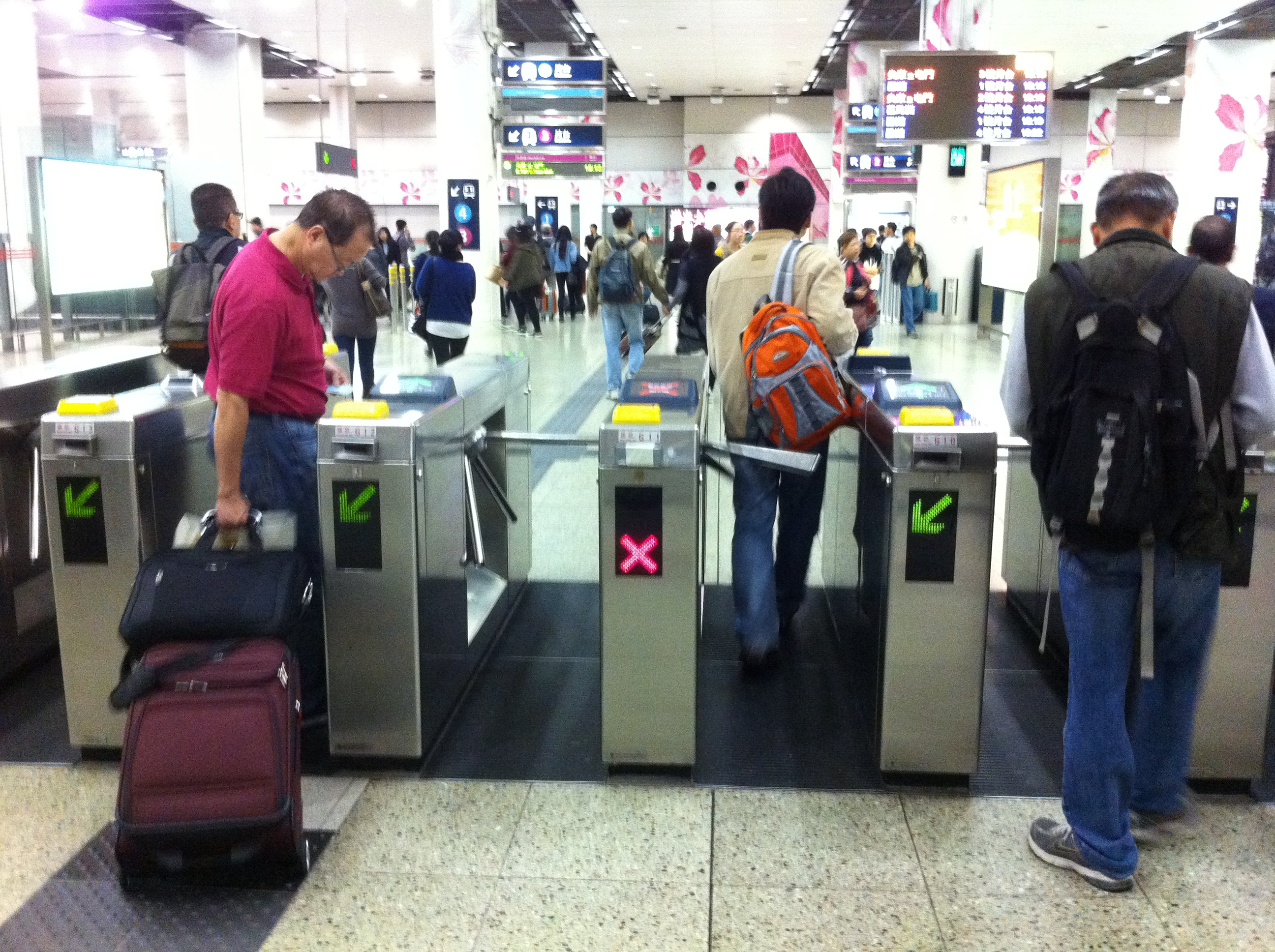

بوابة الدفع هي خدمة تجارية يقدمها مزود خدمة تطبيق التجارة الإلكترونية الذي يخوّل بطاقة الائتمان أو معالجة المدفوعات المباشرة للشركات الإلكترونية أو تجار التجزئة على الإنترنت أو الطوب أو النقرات أو الطوب التقليدي والملاط. قد يتم توفير بوابة الدفع من قبل البنك لعملائه، ولكن يمكن توفيرها بواسطة مزود خدمة مالية متخصص كخدمة منفصلة، مثل مزود خدمة الدفع.
تعمل بوابة الدفع على تسهيل عملية الدفع عن طريق نقل المعلومات بين بوابة الدفع (مثل موقع ويب أو هاتف محمول أو خدمة استجابة صوتية تفاعلية) ومعالج الواجهة الأمامية أو البنك الذي يتم التحويل له.

## عمليات المعاملات النموذجية
عندما يطلب العميل منتجًا من متجر يدعم بوابة دفع، تؤدي بوابة الدفع مجموعة متنوعة من المهام لمعالجة المعاملة.
1. يضع العميل طلبًا على موقع الويب عن طريق الضغط على زر «إرسال الطلب» أو ما يعادله، أو ربما إدخال تفاصيل البطاقة الخاصة به باستخدام خدمة الرد التلقائي على الهاتف.
2. إذا كان الطلب عبر موقع ويب، فإن متصفح الويب الخاص بالعميل يُشفِر المعلومات المراد إرسالها بين المتصفح وخادم الويب الخاص بالتاجر. بين الطرق الأخرى، قد يتم ذلك عبر تشفير SSL (بروتوكول طبقة المقابس الآمنة). وقد تسمح بوابة الدفع بإرسال بيانات المعاملة مباشرة من مستعرض العميل إلى البوابة، متجاهلة أنظمة التاجر. يؤدي ذلك إلى تقليل التزامات الامتثال لمعايير أمان بيانات بطاقة الدفع الخاصة بصناعة الدفع الخاصة بالتاجر دون إعادة توجيه العميل بعيدًا عن الموقع.
3. يقوم التاجر بعد ذلك بإعادة توجيه تفاصيل المعاملة إلى بوابة الدفع الخاصة به. هذا هو اتصال مشفر (SSL) آخر بخادم الدفع المستضاف بواسطة بوابة الدفع.
4. تقوم بوابة الدفع بتحويل الرسالة من XML إلى أيزو 8583 أو تنسيق الرسالة المتغير (التنسيق الذي تفهمه محولات تحويل الأموال الإلكترونية)، ثم تقوم بإعادة توجيه معلومات المعاملة إلى معالج الدفع المستخدم من قِبل البنك المحول إليه (أي بنك التاجر).
5. يقوم معالج الدفع بإعادة توجيه معلومات المعاملة إلى جمعية البطاقة (بمعنى: فيزا / ماستركارد / أمريكان إكسبريس). إذا تم استخدام بطاقة أمريكان إكسبريس أو بطاقة ديسكوفر، فإن جمعية البطاقة تعمل أيضًا كبنك مُصدر وتُقدِّم ردًا مباشرًا من بوابة الدفع المعتمدة أو المرفوضة. بخلاف ذلك [على سبيل المثال: تم استخدام بطاقة ماستركارد أو فيزا] ، تقوم جمعية البطاقة بتوجيه المعاملة إلى بنك إصدار البطاقة الصحيح ليقدم لها رداً.
6. يتلقى البنك المُصدر لبطاقة الائتمان طلب التفويض، ويتحقق من الرصيد أو الخصم المتاح، ثم يرسل ردًا مرة أخرى إلى المعالج (عبر نفس عملية طلب الترخيص) برمز الاستجابة (بمعنى: موافق عليه، مرفوض). بالإضافة إلى الإبلاغ عن مصير طلب التفويض، يتم استخدام رمز الاستجابة أيضًا لتحديد سبب فشل المعاملة (أي: أموال غير كافية، أو رابط بنكي غير متوفر). وفي الوقت نفسه، يحمل مُصدر بطاقة الائتمان تفويضًا مرتبطًا بهذا التاجر والمستهلك للمبلغ المعتمد. يمكن أن يؤثر ذلك على قدرة المستهلك على الإنفاق أكثر (لأنه يقلل من حد الائتمان المتاح أو أنه يعلق جزءًا من الأموال في حساب مدين).
7. يقوم المعالج بإعادة توجيه استجابة التفويض إلى بوابة الدفع.
8. تستقبل بوابة الدفع الرد، وتعيد توجيهه إلى موقع الويب، أو أي واجهة تم استخدامها لمعالجة عملية الدفع، حيث يتم تفسيرها على أنها استجابة ذات صلة، ثم نقلها مرة أخرى إلى التاجر وحامل البطاقة. هذا هو المعروف باسم التخويل أو «المصادقة».
9. تستغرق العملية بأكملها عادةً 2-3 ثواني.[3]
10. عندئذٍ يفي التاجر بالترتيب ويمكن تكرار العملية المذكورة أعلاه، لكن هذه المرة «يمسح» التفويض عن طريق إكمال المعاملة. عادة، يتم بدء «مسح» فقط بعد أن يكون التاجر قد استوفى المعاملة (بمعنى أنه تم شحن الطلب). يؤدي هذا إلى قيام البنك المصدر «بتصفية» المصادقة (أي نقل المصادقة إلى الخصم) وإعدادهم للتسوية مع البنك الذي يستخدمه التاجر.
11. يقدم التاجر جميع التراخيص المعتمدة له، في «دفعة» (نهاية اليوم)، إلى البنك الذي يحول له للتسوية عبر معالجه. هذا عادة ما يقلل أو «مسح» المقابلة «المصادقة» إذا لم يكن صراحة «مسح».
12. يقوم البنك المحول له بتقديم طلب تسوية الدُفعة لمصدر بطاقة الائتمان للعميل.
13. يُصدر مُصدر البطاقة الائتمانية للعميل دفعة تسوية للبنك الذي يتبع له التاجر (اليوم التالي في معظم الحالات).
14. بعد ذلك، يودع بنك العميل إجمالي الأموال المعتمدة في حساب التاجر المعين (في نفس اليوم أو في اليوم التالي). يمكن أن يكون هذا حسابًا لدى البنك المستحوذ على الأموال في حالة قيام التاجر بعمله المصرفي مع نفس البنك أو حساب لدى بنك آخر.
15. تستغرق العملية برمتها من التفويض إلى التسوية إلى التمويل عادةً 3 أيام.

توفر العديد من بوابات الدفع أيضًا أدوات لفحص طلبات الاحتيال تلقائيًا وحساب الضريبة في الوقت الفعلي قبل طلب التفويض الذي يتم إرساله إلى المُعالج. تشمل أدوات اكتشاف الاحتيال تحديد الموقع الجغرافي، وتحليل أنماط السرعة، وعمليات البحث في قائمة OFAC ، وعمليات البحث في «القائمة السوداء»، والتحقق من عنوان التسليم، وتقنية بصمة الإصبع، واكتشاف تزييف الهوية، وفحص العنوان الأساسي.

## بوابة الدفع ذات الملكية الخاصة
تقدم بعض بوابات الدفع تعرض خدمات بيضاء ـ أي أن الخدمة ستصبح باسم المشتري فلا علامة تجارية يُجبر وضعها على بوابة الدفع، وتسمح لمقدمي خدمات الدفع أو منصات التجارة الإلكترونية أو ISOs أو الموزعين أو البنوك لكي تحصل على العلامات التجارية الخاصة بها على تكنولوجيا بوابة الدفع بالكامل بأنها خاصة بهم. وهذا يعني أن مزودي خدمات الدفع أو الجهات الخارجية الأخرى يمكنها امتلاك تجربة المستخدم الخاصة بهم دون العمل على (معالجة المدفوعات - بالإضافة إلى مسؤولية إدارة المخاطر).